# TTC Gelb-Weiß Berlin
Der TTC Gelb-Weiß Berlin ist ein ehemaliger Tennis- und Tischtennisverein aus Berlin. Er und seine Mitglieder spielten eine bedeutende Rolle in den Anfängen des Tischtennissports.
Gelegentlich wird dieser Verein auch als TTC Gelb-Weiß 1900 Berlin oder Tennisclub von 1900 Gelb-Weiß Berlin aufgeführt.
Am 10. Januar 1925 führte Gelb-Weiß Berlin die ersten internationalen deutschen Tischtennis-Meisterschaften durch, wo nur die Einzelwettbewerbe für Damen und Herren ausgetragen wurden. Sein Vereinsmitglied Georg Lehmann unternahm große Aktivitäten für die Entwicklung des Tischtennissports. So wurde im November 1925 der Deutsche Tischtennis-Bund DTTB in Berlin gegründet. Im Januar 1926 wurde im Klubhaus des Vereins auf Initiative von Georg Lehmann der Weltverband ITTF ins Leben gerufen.
In der Saison 1933/34 belegte die Damenmannschaft von TTC Gelb-Weiß Berlin bei den deutschen Meisterschaften Platz vier. Gleichzeitig wurden die Herren in der Besetzung Rudi Schwager, Heine, Grauert, Roderich Dietze, Götz Meschede, Werner Deutelmoser deutscher Meister.
Um 1935 löste sich der Verein auf.